# بيت خوندة
بيت خوندة قرية صغيرة تتبع ناحية حمام واصل في منطقة بانياس التابعة لمحافظة طرطوس.